# Općina Centar (Skoplje)
Centar (makedonski:Центар) je jedna od 10 općina koje tvore grad Skoplje, glavni grad Sjeverne Makedonije.
Općina Centar je sjedište većine vladinih ustanova pa tako i Nacionalnog parlamenta.  

## Zemljopisne odlike
Rijeka Vardar dijeli ovu općinu od Općine Čair na sjeveru. A planina Vodno s juga ocrtava granicu općine. Ukupna površina općine je 7 52 km2. 
Općina Centar graniči s općinama: Općina Karpoš na zapadu, Općina Čair na sjeveroistoku, Općina Aerodrom na jugoistoku i Općina Kisela Voda na jugu.

## Stanovništvo
Po posljednjem službenom popisu 2002 općina Centar imala je 45 412 stanovnika, ili 6 032,18 stanovnika na km2. 
Nacionalni sastav:
- Makedonci = 38 778
- Srbi = 2 037
- Albanci = 1 465
- Ostali

## Školstvo
Općina Centar je sjedište Univeziteta Sv. Kiril i Metodije. 

## Vanjske poveznice
- Općine Sjeverne Makedonije